# Rio Tibaji
O rio Tibaji (referido como "Tibagi" pelas autoridades do estado do Paraná ) é um rio brasileiro que percorre o estado do Paraná, região Sul do Brasil. Integra a Bacia do rio Paraná.
O nome Tibaji deriva do idioma indígena. O naturalista francês Auguste de Saint-Hilaire aponta em seu livro sobre sua viagem ao Sul do Brasil que o termo seria traduzido como "Feitoria de Machado" (Tiba = "feitoria", e ji = "machado"); entretanto, como descrito pelo pesquisador Edmundo Alberto Mercer o termo significaria "muitas cachoeiras" (Tiba = "muito", e ji = "cachoeiras").
As nascentes localizam-se na Serra das Almas a 1.200m acima do nível do mar, entre os municípios de Campo Largo, Palmeira e Ponta Grossa, no centro-sul do estado. Esta região é conhecida como Campos Gerais do Paraná, unidade fisiográfica identificada como segundo planalto paranaense. Seu curso percorre o estado do sul para norte atravessando o segundo e o terceiro planalto paranaense até sua foz, na margem esquerda do rio Paranapanema, divisa entre os estados de Paraná e São Paulo.
Desde suas nascentes a 1.200m de altitude até os 320m de altitude em sua foz, o Rio Tibaji vence um desnivel de aproximados 880 metros em aproximados 550 quilômetros de extensão caracterizando-o como típico rio de planalto. O trecho compreendido entre a foz do Rio Pitangui e a foz do Rio Iapó parece concentrar a maior declividade em virtude das diversas corredeiras e cachoeiras nessa parte do seu curso.
A bacia do Rio Tibaji se estende por 41 municípios, cobrindo 25.239 km² no território paranaense. Entre os municípios abrangidos pela bacia, destacam-se: Palmeira, Campo Largo, Ponta Grossa, Teixeira Soares, Ipiranga, Tibagi, Telêmaco Borba, Curiúva, Ortigueira, Tamarana, Londrina, Sapopema, São Jerônimo da Serra, Assaí, Ibiporã, Rancho Alegre, Sertaneja, Sertanópolis, Primeiro de Maio e Jataizinho.